# Dolno Vranovci
Dolno Vranovci (mazedonisch Долно Врановци) ist ein Dorf im zentralen Teil Nordmazedoniens, das zur Gemeinde Čaška gehört. Die nächstgelegene Stadt ist Veles. Entlang des Dorfes fließt der Babuna-Fluss.

## Geschichte

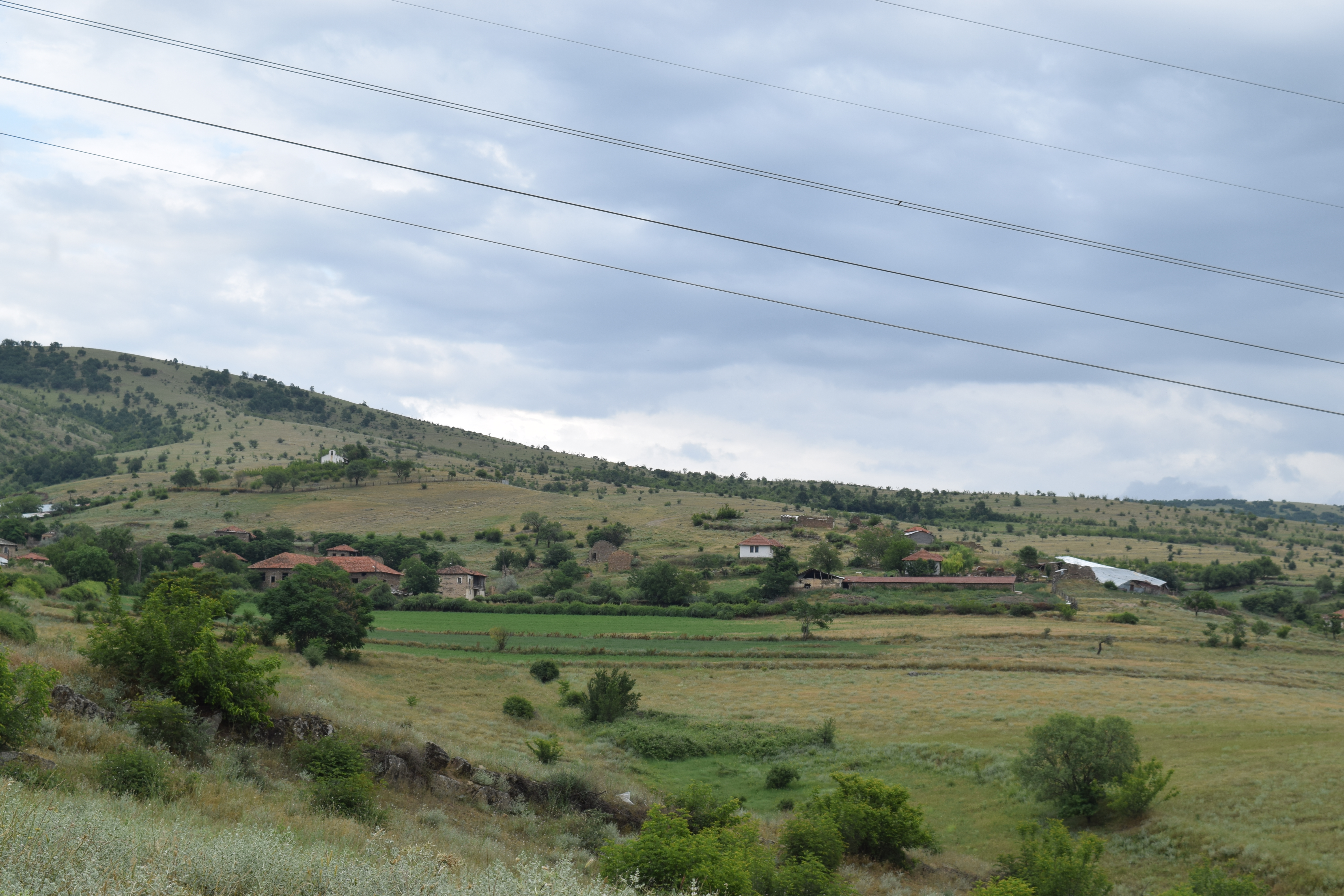
Blick auf Dolno Vranovci

Die gegen Ende des 19. Jahrhunderts erbaute orthodoxe Kirche im Dorf ist dem Hl. Elija gewidmet.
In der französischsprachigen Statistik Ethnographie des Vilayets d'Andrinople, de Monastir et de Salonique zählte im Jahr 1873 Dolno Vranovci 50 Familien mit 133 Bulgaren und 88 Pomaken. Laut der Statistik des Ethnographen Wassil Kantschow aus dem Jahr 1900 zählte Dolno Vranovci 420 Einwohner, davon 380 Türken und 40 Bulgaren.
Nach den Statistiken des Sekretärs des Exarchats Dimitar Mischew („La Macedoine et sa Population Chrétienne“) im Jahr 1905 lebten in Dolno Vranovci 120 bulgarische Exarchisten und 18 Zigeuner.
1927 führte der deutsche Forscher Leonhard Schultze Dolno Vranovci auf seiner Karte Mazedoniens und ordnete es als ein gemischtes bulgarisch-christliches und bulgarisch-muslimisches Dorf auf.
Laut der letzten Volkszählung von 2002 lebten in Dolno Vranovci 51 Einwohner, allesamt Mazedonier.